# Proclossiana gieysztori
Proclossiana gieysztori är en fjärilsart som beskrevs av Krzywicki 1967. Proclossiana gieysztori ingår i släktet Proclossiana och familjen praktfjärilar. Inga underarter finns listade i Catalogue of Life.